# Botryobasidium pilosellum
Botryobasidium pilosellum ist eine Ständerpilzart aus der Familie der Traubenbasidienverwandten (Botryobasidiaceae). Sie bildet resupinate, spinnwebartige Fruchtkörper aus, die auf Totholz von Koniferen wachsen. Das Verbreitungsgebiet von Botryobasidium pilosellum liegt in der Ukraine. Eine Anamorphe der Art ist nur aus Kulturen bekannt.

## Merkmale

### Makroskopische Merkmale
Botryobasidium pilosellum besitzt graue bis weißliche, gespinstartige und dünne Fruchtkörper, die resupinat (also vollständig anliegend) auf ihrem Substrat wachsen und unter der Lupe leicht netzartig erscheinen.

### Mikroskopische Merkmale
Wie bei allen Traubenbasidien ist die Hyphenstruktur von Botryobasidium pilosellum monomitisch, besteht also ausschließlich aus generativen Hyphen, die sich rechtwinklig verzweigen. Die Basalhyphen sind meist 6–8 µm breit, leicht dickwandig und inkrustiert. Die 4–6 µm dicken Subhymenialhyphen sind hyalin, mit Kristallen besetzt und dünnwandig. Die Art verfügt anders als die meisten Traubenbasidien über 65–100 × 4–9 µm große, inkrustierte Zystiden und an allen Septen über Schnallen. Die sechs- bis achtsporigen Basidien der Art wachsen in Nestern, werden 15–20 × 5–6,5 µm groß und sind eingeschnürt-gekopft. Die Sporen sind schiffchenähnlich geformt, 5–6 × 2,5–3 µm groß, hyalin, glatt und dünnwandig.

## Verbreitung
Das bekannte Verbreitungsgebiet von Botryobasidium pilosellum umfasst die Ukraine.

## Ökologie
Botryobasidium pilosellum ist ein Saprobiont, der auf dem morschen Totholz von Koniferen wächst. Die Substrate der Art wurden bislang nicht näher bestimmt.